# Жребичко
Жребичко (болг. Жребичко) — село в Болгарии. Находится в Пазарджикской области, входит в общину Брацигово. Население составляет 74 человека.

## Политическая ситуация
Жребичко подчиняется непосредственно общине и не имеет своего кмета.
Кмет (мэр) общины Брацигово — Васил Михайлов Гюлеметов (независимый) по результатам выборов.